# Pterodroma sandwichensis
Pterodroma sandwichensis là một loài chim trong họ Procellariidae.
trước đây được tìm thấy trên tất cả các quần đảo Hawaii chính trừ Ni'ihau, nhưng ngày nay chủ yếu là hạn chế ở hồ miệng núi lửa Haleakala trên Maui; dân số nhỏ hơn tồn tại trên Mauna Loa trên đảo Hawaii, hẻm núi Waimea trên đảo Kaua'i, Lāna'ihale trên Lāna'i, và có thể Moloka'i.